# Conservatisme compassionnel
Le conservatisme compassionnel est une philosophie politique qui croit en la mise en œuvre de techniques et concepts conservateurs pour améliorer le bien-être général de la société.